# قرقور (دمية)
قرقور هو أحد شخصيات افتح يا سمسم (برنامج)، لعبت هذه الشخصية دوراً مهمًّا في تعليم اللغة وكانت شخصيته هزلية ومحبوبة لدى الأطفال. وهي شخصية دمية جورب.
الشخصية تمثل اقتباسًا لشخصية چروفر (بالإنجليزية: Grover)‏) والتي ظهرت لأول مرّة في عام1967م.
قدَّم هذه الشخصية في النسخة العربية الممثل عبدالجبار كاظم.

## وصلات خارجية
- قرقور على موقع ميوزك برينز (الإنجليزية)

- Grover on Muppet Wiki
- Tough Pigs: Grover the Waiter skit collection